# Брюллова-Шаскольская, Надежда Владимировна
Наде́жда Влади́мировна Брюлло́ва-Шаско́льская (13 [25] декабря 1886, Санкт-Петербург — 9 октября 1937, Ташкент) — русская революционерка, деятельница партии эсеров, этнограф, востоковед, литератор.

## Биография
Родилась 13 (23) декабря 1886 года в Санкт-Петербурге; дворянка, дочь Владимира Александровича Брюллова (1844–1919) — управляющего делами Музея императора Александра III в Петербурге, сына архитектора Александра Брюллова.
По окончании в 1908 году историко-филологического отделения Высших женских (Бестужевских) курсов, где специализировалась по истории религии, была послана в заграничную командировку Гейдельбергский университет. В 1909 году в Штутгарте вышла замуж за приват-доцента П. Б. Шаскольского.
Незадолго до отъезда за границу Брюллова вступила в партию социалистов-революционеров.
В начале Первой мировой войны супруги Шаскольские вернулись в Россию. По приезде в Россию Н. В. Брюллова-Шаскольская начала преподавать русский язык и литературу в столичной Василеостровской женской гимназии и вела отдел римской истории в «Новом Энциклопедическом словаре» Ф. А. Брокгауза и И. А. Ефрона (в частности, ей принадлежит авторство статей «Гений», «Жрецы» и «Вотивы» в вышеуказанном словаре). В 1915—1916 годах сдала на «отлично» три цикла испытаний на диплом 1-й степени Петроградского университета. В это же время она несколько раз задерживалась полицией в Петрограде и Полтаве по подозрению в принадлежности к ПСР.
Еще более активно Брюллова-Шаскольская включилась в партийную работу в 1917 году. В эсеровской среде она получила известность как ведущий специалист по национальному вопросу. Она избирается в Северный областной и Петроградский губернский комитеты ПСР и представляет эсеров в бюро Совета национально-социалистических партий. Делегат 3-го съезда ПСР (май-июнь 1917), на котором выступила в качестве основного докладчика по национальному вопросу. На 4-м съезде ПСР (ноябрь-декабрь 1917) выступила за реорганизацию партии на федеративных началах, за объединение национально-социалистических партий. Вместе с мужем Брюллова-Шаскольская деятельно участвовала в работе просветительского Общества в память 27 февраля 1917 года «Культура и Свобода», а также в Комитете гражданского просвещения им. Е. К. Брешко-Брешковской.
После смерти мужа П. Б. Шаскольского в 1918, вместе с тремя детьми (см. Шаскольская, Марианна Петровна), Н. В. Брюллова-Шаскольская выехала на Украину. В 1919–1920 преподавала в Харьковском университете в качестве экстраординарного профессора по кафедре истории религии. В Харькове Брюллова-Шаскольская встречается с В. Г. Короленко, вместе с которым участвует в благотворительных акциях помощи голодающим.
После занятия Харькова Красной армией вернулась в Петроград, преподавала историю религии в Географическом институте, Европейском университете, принимала участие в работе Вольной философской ассоциации, музея антропологии и этнографии. Летом 1920 года участвовала в работе 2-й Всероссийской конференции Меньшинства ПСР и была избрана в Центральное бюро МПСР.

## Аресты и гибель
На процессе над эсерами в 1922 году её дело было выделено в особое производство; 25 июля 1922 года Брюллова-Шаскольская была арестована и в декабре выслана в административном порядке на три года в Ташкент.
В 1923 году вновь арестована и отправлена в Самарканд, а затем в Полторацк. В ссылке она приступила к серьёзным этнографическим исследованиям, занималась музейной работой.
Вернувшись в Ленинград лишь в конце 1928 или начале 1929 года, Брюллова-Шаскольская занялась научно-литературной работой, выпустив несколько книг по этнографии и истории.
25 февраля 1933 года последовал новый арест по делу так называемого «Народнического центра» и новая ссылка в Ташкент на три года.
В конце жизни Брюллова-Шаскольская работала заведующей отделом кочевых народов в Среднеазиатском музее и преподавала в Среднеазиатском финансово-экономическом институте, будучи доцентом по кафедре иностранных языков.
24 апреля 1937 года вновь арестована органами НКВД, 26 сентября постановлением тройки НКВД приговорена к расстрелу за «проведение контрреволюционной антисоветской агитации и пропаганды»; приговор был приведён в исполнение 9 октября в Ташкенте.
По делам 1933 и 1937 годов была реабилитирована, соответственно, в 1989 и 1957 годах.